# ジョン・ヘダー
ジョン・ヘダー（Jon Heder、1977年10月26日 - ）は、アメリカ合衆国コロラド州フォートコリンズ生まれの俳優。

## 来歴
6人兄弟という大家族の中で育つ。双子の兄弟がいる。オレゴン州の高校を卒業後、ユタ州のブリガムヤング大学へ通う。2003年に映画『ナポレオン・ダイナマイト』（原題：Napoleon Dynamite、当初の邦題は『バス男』）の前身であるジャレッド・ヘス監督（やはり、ブリガムヤング大学出身）の短編映画『Peluca』で、アイダホ州の田舎に住む暗い性格の高校生ナポレオン・ダイナマイトを演じる。それがきっかけで2004年にハリウッドで長編化された『ナポレオン・ダイナマイト』で同役を演じ、一躍全米中から注目される。
その後もコメディ映画を順調にキャリアを重ねており、ビリー・ボブ・ソーントンやリース・ウィザースプーン、そしてコメディアンのウィル・フェレルらを相手に引けをとらない演技を披露している。
現在はロサンゼルス在住。2002年にユタ州の大学で知り合った妻、カースティンと結婚。2007年4月6日には2人の間に娘のEvan Janeが生まれた。
WWEのファンであり、2010年1月18日のRAWではドン・ジョンソンと共に番組のホストを務め、ザ・ミズ、ビッグ・ショーとタッグを組みジョン“ザ・フレイム”ヒーダーというリングネームでヒールとしてD-ジェネレーションXと試合も行なった。（ホーンスワグルにフォールされて敗北）

## 日本とのつながり
学生時代に末日聖徒イエス・キリスト教会（モルモン教）の宣教師として2年間日本に住んでいたことがあるため、ある程度の日本語を話すことが出来るらしい。コメディ映画の『俺たちフィギュアスケーター』では、その得意な日本語も披露している。双子の兄弟ダン・ヘダーもジョンと共に来日していた。なお現在ダンは役者として活動しているほか、ジョンが声の出演をした『モンスター・ハウス』ではアニメーターとして参加している。

## 主な出演作品

### 映画
| 公開年 | 邦題 原題                                                   | 役名                     | 備考             |
| ------ | ----------------------------------------------------------- | ------------------------ | ---------------- |
| 2003   | Peluca                                                      |                          | 短編             |
| 2004   | ナポレオン・ダイナマイト Napoleon Dynamite                  | ナポレオン・ダイナマイト |                  |
| 2005   | 恋人はゴースト Just Like Heaven                             | ダリル                   |                  |
| 2006   | がんばれ!ベンチウォーマーズ Benchwarmers                    | クラーク                 |                  |
| 2006   | モンスター・ハウス Monster House                            | スカル                   | アニメ、声の出演 |
| 2006   | 恋愛ルーキーズ School for Scoundrels                        | ロジャー                 |                  |
| 2007   | 俺たちフィギュアスケーター Blades of Glory                  | ジミー・マッケルロイ     |                  |
| 2007   | サーフズ・アップ Surf's Up                                  | チキン・ジョー           | アニメ、声の出演 |
| 2007   | 理想の彼女と3日間で恋に落ちる方法 Moving McAllister         | オーリー                 |                  |
| 2007   | ママ男 Mama's Boy                                           | ジェフリー・マナス       |                  |
| 2010   | みんな私に恋をする When in Rome                             | ランス                   |                  |
| 2014   | いたずらウサギ ヨハンの大冒険 Resan till Fjäderkungens Rike | ビル                     | アニメ、声の出演 |
| 2014   | リアリティ Réalité                                          | デニス                   |                  |
| 2015   | ミッキー誕生前のウォルト Walt Before Mickey                 | ロイ・ディズニー         |                  |
| 2016   | ゴーストチーム Ghost Team                                   | ルイス                   |                  |
| 2017   | サーフズ・アップ2 Surf's Up 2: WaveMania                    | チキン・ジョー           | アニメ、声の出演 |
| 2020   | トレマーズ 地獄島 Tremors: Shrieker Island                  | ジミー                   | オリジナルビデオ |

### テレビシリーズ
| 放映年      | 邦題 原題                                                                                   | 役名                                 | 備考               |
| ----------- | ------------------------------------------------------------------------------------------- | ------------------------------------ | ------------------ |
| 2005        | ロボットチキン Robot Chicken                                                                | ナポレオン・ダイナマイト／宇宙飛行士 | 声                 |
| 2005        | サタデー・ナイト・ライブ Saturday Night Live                                                | -                                    | ゲストホストとして |
| 2008        | マイ・ネーム・イズ・アール My Name Is Earl                                                  | ジョエル・マローン                   | 1エピソード        |
| 2009        | Woke Up Dead                                                                                | ドレックス・グリーン                 | 24エピソード       |
| 2010        | FCU -俺たち何でも調査隊- FCU: Fact Checkers Unit                                            | ジョン                               | 8エピソード        |
| 2011        | Dead Grandma                                                                                | ジョン・ヘダー                       | 9エピソード        |
| 2012        | ナポレオン・ダイナマイト Napoleon Dynamite                                                  | ナポレオン                           | 6エピソード        |
| 2014        | おっはよー!アンクル・グランパ Uncle Grandpa                                                 | ケヴ                                 | 2エピソード        |
| 2014        | ミュータント・タートルズ Teenage Mutant Ninja Turtles                                       | ナポレオン・バナフロッグ             | 声                 |
| 2015 - 2017 | 悪魔バスター★スター・バタフライ Star vs. the Forces of Evil                                 | オスカー                             | 7エピソード        |
| 2015 - 2017 | ピクルスとピーナッツ Pickle and Peanut                                                      | ピクルス                             | 24エピソード       |
| 2017        | ストレッチ・アームストロング&フレックス・ファイターズ Stretch Armstrong & the Flex Fighters | Dr.ロバートソン                      | 2エピソード        |

### テレビ番組
- マッドTV! MADtv (2004-2005)
- サタデー・ナイト・ライブ Saturday Night Live (2005)
- パンクト Punk'd (2005)